# 東経98度線
東経98度線（とうけい98どせん）は、本初子午線面から東へ98度の角度を成す経線である。北極点から北極海、アジア、インド洋、南極海、南極大陸を通過して南極点までを結ぶ。東経98度線は西経82度線と共に大円を形成する。

## 通過する国・地点
東経98度線は、北極点から南極点まで南に向かって以下の場所を通っている。
| 地理座標                                             | 国土・領土・領海   | 備考                                                                                          |
| ---------------------------------------------------- | ------------------ | --------------------------------------------------------------------------------------------- |
| 北緯90度0分 東経98度0分 / 北緯90.000度 東経98.000度  | 北極海             |                                                                                               |
| 北緯80度41分 東経98度0分 / 北緯80.683度 東経98.000度 | ロシア             | コムソモレツ島（セヴェルナヤ・ゼムリャ諸島）                                                  |
| 北緯80度38分 東経98度0分 / 北緯80.633度 東経98.000度 | ラプテフ海         |                                                                                               |
| 北緯80度6分 東経98度0分 / 北緯80.100度 東経98.000度  | ロシア             | 十月革命島（セヴェルナヤ・ゼムリャ諸島）                                                      |
| 北緯78度49分 東経98度0分 / 北緯78.817度 東経98.000度 | カラ海             |                                                                                               |
| 北緯76度7分 東経98度0分 / 北緯76.117度 東経98.000度  | ロシア             |                                                                                               |
| 北緯51度23分 東経98度0分 / 北緯51.383度 東経98.000度 | モンゴル           |                                                                                               |
| 北緯50度53分 東経98度0分 / 北緯50.883度 東経98.000度 | ロシア             | 約5km                                                                                         |
| 北緯50度50分 東経98度0分 / 北緯50.833度 東経98.000度 | モンゴル           | 約13km                                                                                        |
| 北緯50度43分 東経98度0分 / 北緯50.717度 東経98.000度 | ロシア             |                                                                                               |
| 北緯50度2分 東経98度0分 / 北緯50.033度 東経98.000度  | モンゴル           |                                                                                               |
| 北緯42度41分 東経98度0分 / 北緯42.683度 東経98.000度 | 中華人民共和国     | 内モンゴル自治区 甘粛省 青海省 四川省 チベット自治区                                          |
| 北緯28度17分 東経98度0分 / 北緯28.283度 東経98.000度 | ミャンマー (Burma) |                                                                                               |
| 北緯25度16分 東経98度0分 / 北緯25.267度 東経98.000度 | 中華人民共和国     | 雲南省                                                                                        |
| 北緯24度3分 東経98度0分 / 北緯24.050度 東経98.000度  | ミャンマー         |                                                                                               |
| 北緯19度38分 東経98度0分 / 北緯19.633度 東経98.000度 | タイ               |                                                                                               |
| 北緯17度30分 東経98度0分 / 北緯17.500度 東経98.000度 | ミャンマー         |                                                                                               |
| 北緯14度17分 東経98度0分 / 北緯14.283度 東経98.000度 | インド洋           | アンダマン海                                                                                  |
| 北緯12度23分 東経98度0分 / 北緯12.383度 東経98.000度 | ミャンマー         | メルギー列島（英語版）（Thayawthadangyi（英語版）を含む）                                     |
| 北緯11度57分 東経98度0分 / 北緯11.950度 東経98.000度 | インド洋           | アンダマン海                                                                                  |
| 北緯12度23分 東経98度0分 / 北緯12.383度 東経98.000度 | ミャンマー         | メルギー列島（英語版）の島々                                                                  |
| 北緯11度57分 東経98度0分 / 北緯11.950度 東経98.000度 | インド洋           | アンダマン海 - ベンティンク島（英語版）（ ミャンマー）のちょうど西を通過。                    |
| 北緯11度27分 東経98度0分 / 北緯11.450度 東経98.000度 | ミャンマー         | メルギー列島（英語版）の島々                                                                  |
| 北緯11度19分 東経98度0分 / 北緯11.317度 東経98.000度 | インド洋           | アンダマン海 - ランビ島（英語版）（ ミャンマー）のちょうど西を通過。                          |
| 北緯10度33分 東経98度0分 / 北緯10.550度 東経98.000度 | ミャンマー         | メルギー列島（英語版）の島々                                                                  |
| 北緯10度19分 東経98度0分 / 北緯10.317度 東経98.000度 | インド洋           | アンダマン海 - ザデツキー島（英語版）（ ミャンマー）のちょうど西を通過。 マラッカ海峡         |
| 北緯4度37分 東経98度0分 / 北緯4.617度 東経98.000度   | インドネシア       | ジャワ島                                                                                      |
| 北緯2度14分 東経98度0分 / 北緯2.233度 東経98.000度   | インド洋           | ニアス島（ インドネシア）のちょうど東を通過。 バトゥ諸島（ インドネシア）のちょうど西を通過。 |
| 南緯60度0分 東経98度0分 / 南緯60.000度 東経98.000度  | 南極海             |                                                                                               |
| 南緯65度33分 東経98度0分 / 南緯65.550度 東経98.000度 | 南極大陸           | オーストラリア南極領土 - オーストラリアが領有権主張                                           |